# Seat 124
La SEAT 124 est une automobile de tourisme produite par le constructeur espagnol SEAT entre 1968 et 1980 sous licence Fiat Auto SpA. 
Ce modèle, étroitement dérivé de la Fiat 124 italienne lancée en 1966, sera d'abord présenté au début du mois de mai 1968 en version berline classique à 4 portes. Puis seront lancées les versions Familiale à 5 portes en 1969, et Coupé en 1970. SEAT créa également sur cette même base la Seat 1430, équipée de moteurs plus puissants, qui correspondait aux Fiat 124S et ST. La carrosserie ne différait de l'original italien que par le logo SEAT rond.

## Histoire
La SEAT 124, comme ce fut le cas avec la Fiat 124 dans les autres pays où elle fut commercialisée, a créé une révolution dans le marché automobile espagnol avec ses dimensions généreuses et sa finition de bon niveau malgré son prix de vente relativement bas et très accessible aux classes moyennes auxquelles elle était destinée. C'était la première voiture de gamme moyenne réellement confortable et agréable pour de longs voyages commercialisé par SEAT. 

## Caractéristiques
Son moteur, conçu par le grand ingénieur italien Aurelio Lampredi, sera rapidement apprécié pour sa nervosité et ses accélérations spectaculaires. La SEAT 124 sera beaucoup utilisée par les taxis, la police, les ambulances, les pompes funèbres, les pompiers et naturellement deviendra la voiture des ministères. La puissance du moteur de base Fiat 124 de 1 197 cm3 était de 60 CV, disposait de quatre cylindres et d'un carburateur double corps et de quatre freins à disques.

## La gamme SEAT 124

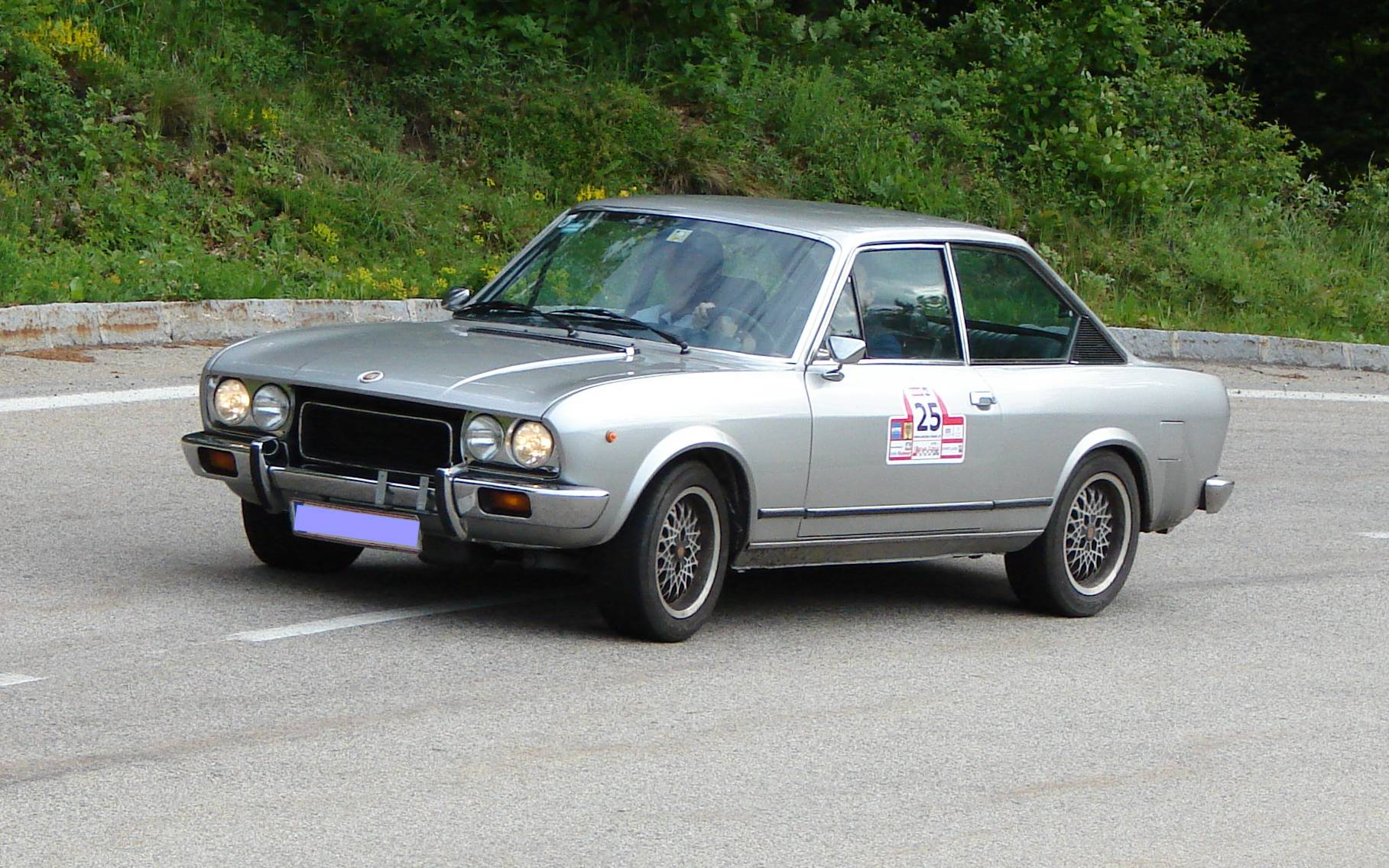
Seat 124 Sport Coupé

- SEAT 124 (1968-1971) : Moteur 1 197 cm3 en finition "normal" et "L" phares avant ronds, strictement identique à l'original italien Fiat 124,
- SEAT 124 D "tipo FA" (1971-1975) : Moteur 1 197 cm3 en finition "D normal", "D Lujo" et "LS" phares avant ronds
- SEAT 124 D "tipo FL" (1976-1980) : Moteur 1 197 cm3 en finition "D normal", "D LS" phares avant carrés, baptisée Seat 124 Pamplona, du nom de la nouvelle usine où le modèle était produit.
- SEAT 124 D Especial "tipo FL" (1976-1979) : Moteurs 1 438, 1 592, 1 756 et 1 995 cm3 des Fiat 124 S et 132, phares avant carrés, qui prend la suite de la Seat 1430,
- SEAT 124 Familiar (1969-1980) : Exclusivement avec le moteur 1 197 cm3 d'origine,
- SEAT 124 Sport Coupé (1971-1974) : Coupé, moteurs 1 608 et 1 756 cm3, des Fiat 125 et Fiat 132, avec une carrosserie identique aux originaux italiens Fiat 124 Coupé dans ses 3 séries.

La production de la gamme 124 cessera en décembre 1980 et ce sont 896.136 exemplaires du modèle 124 berline plus 23.611 exemplaires du Coupé qui ont été produits en Espagne.